# Jesús Ercilla
Jesús Ercilla Ortega (Valladolid, 16 de diciembre de 1907 - Madrid, 11 de enero de 1984) fue un médico psiquiatra y periodista español. Médico de profesión, a lo largo de su vida destacó en el ámbito periodístico y llegó a dirigir varios periódicos como Solidaridad Nacional, Pueblo o El Alcázar.

## Biografía
Vallisoletano de origen, en su juventud realizó estudios de medicina en la Universidad de Valladolid. Íntimo amigo de Onésimo Redondo, junto a su hermano Francisco militó en las Juntas Castellanas de Actuación Hispánica (JCAH), grupo que fundaría junto a Onésimo Redondo y otros. Posteriormente también sería uno de los fundadores de las Juntas de Ofensiva Nacional-Sindicalista (JONS). Estrecho colaborador del semanario Libertad, en Ávila fundó la publicación Yugos y Flechas.
Tras el estallido de la Guerra civil se unió al Bando sublevado. Durante la contienda llegó a ejercer como supervisor político de la revista humorística La Ametralladora. También fue asesor técnico del «Auxilio Social», organización asistencial creada por la viuda de Onésimo Rendondo. Persona cercana a Antonio Vallejo-Nájera, Ercilla sería el hombre de Vallejo-Nájera dentro del Auxilio Social. Tras el final de la contienda sería nombrado director-médico en la clínica psiquiátrica «San José» de Ciempozuelos —hospital que estaba dirigido por el propio Vallejo-Nájera—. También ejerció como secretario de la Junta directiva de la Sociedad Española de Neurología y Psiquiatría.
Falangista fervoroso, durante la Dictadura franquista desarrolló una intesa carrera periodística. Llegó a ser fundador y director del periódico Solidaridad Nacional. También estuvo al frente del diario Pueblo —órgano oficial de los Sindicatos Verticales—, periódico de nueva creación que pasó a dirigir desde el verano de 1940. El 23 de febrero de 1941 fue nombrado director general de Prensa, en sustitución de Enrique Giménez-Arnau. No estuvo mucho tiempo en este puesto, dado que dimitió en mayo de 1941 en protesta por las medidas del ministro Valentín Galarza. Cesó como director de Pueblo en 1946, siendo sustituido por Juan Aparicio.
Con posterioridad llegó a dirigir durante algún tiempo el diario El Alcázar.
Falleció en Madrid a comienzos de 1984, tras sufrir un accidente de coche.

## Obras
- —— (1940). Por la Patria, el Pan y la Justicia. Madrid: Editorial Redención.[21]